# Tello de Castille
Tello Alphonse de Castille (Séville, 1337 - 1370), seigneur de Biscaye, premier seigneur d'Aguilar de Campoo et comte de Castañeda, est le septième fils illégitime d'Alphonse XI de Castille et de Leonor de Guzmán.
Il est le frère d'Henri de Trastamare et de Fadrique de Castille et le demi-frère du roi de Castille Pierre le Cruel.
Bien que doté de la seigneurie de Biscaye par Pierre le Cruel qui organise son mariage avec la veuve du titulaire, Jeanne de Lara, il soutient ses frères dans leur rébellion contre le roi de Castille, qu'il tient pour l'assassin de leur mère. Son épouse est assassinée quelques années plus tard (1359) sur ordre de Pierre Ier.
En 1367, il commande les troupes franco-castillanes engagées dans la bataille de Nájera contre l'armée de son demi-frère.
À sa mort en 1370, la seigneurie de Biscaye rejoint la couronne de Castille tandis que le comté de Castañeda et le marquisat d'Aguilar de Campoo passent à ses descendants.

## Descendance
On connaît 9 enfants à Tello de Castille:
- Jean Téllez de Castille (1359 - 1385), deuxième seigneur d'Aguilar del Campoo. La seigneurie deviendra un marquisat en 1482 sous le règne des Rois catholiques.
- Alphonse Téllez de Castille (1365 - ?)
- Pierre Téllez (1370 - ?), seigneur de Camporredondo
- Ferdinand Téllez
- Constance Téllez
- Marie Téllez
- Isabelle Téllez
- Jeanne Téllez
- Éléonore Téllez